# Animation World Magazine
Animation World Network (viết ngắn "AWN") là một nhóm xuất bản trực tuyến chuyên viết thông tin về các họa sĩ diễn hoạt, với một website cung cấp tin tức chuyên sâu, các bài viết và liên kết dành cho các họa sĩ diễn hoạt chuyên nghiệp và những người hâm mộ hoạt hình. AWN cũng phát hành các tạp chí in ấn như Animation World dành riêng cho hoạt hình nói chung, VFX World tập trung về các hiệu ứng đặc biệt cùng với công nghệ mô phỏng hình ảnh bằng máy tính.